# Сельское поселение Ильинское (Красногорский район)
Сельское поселение Ильи́нское — упразднённое в 2017 году муниципальное образование упразднённого Красногорского муниципального района Московской области.
Образовано в 2005 году в южной части района, на территории Ильинского, Воронковского и Петрово-Дальневского сельских округов.
Административный центр — село Ильинское.
Глава поселения — Синицын Олег Алексеевич, избран 11 октября 2009 года. Председатель совета депутатов — Гущина Вера Борисовна.

## География
Площадь поселения — 7616 гектаров.

## Население
| 2006    | 2007    | 2008    | 2009    | 2010    | 2011    |
| ------- | ------- | ------- | ------- | ------- | ------- |
| 16 903  | ↗17 121 | ↘17 034 | ↗17 400 | ↗19 860 | ↗20 404 |
| 2012    | 2013    | 2014    | 2015    | 2016    | 2017    |
| →20 404 | ↗20 662 | ↗20 830 | ↗21 184 | ↗21 753 | ↗22 165 |

## Административное деление
В состав муниципального образования входит 21 населённый пункт (7 посёлков, 4 села и 10 деревень):
| Вид населённого пункта | Наименование                      | Население, чел. (2006) | ОКАТО          | Бывшая территориальная единица     |
| ---------------------- | --------------------------------- | ---------------------- | -------------- | ---------------------------------- |
| деревня                | Александровка                     | 231                    | 46 223 804 003 | Ильинский сельский округ           |
| посёлок                | Архангельское                     | 3612                   | 46 223 802 004 | Воронковский сельский округ        |
| деревня                | Бузланово                         | 173                    | 46 223 804 004 | Ильинский сельский округ           |
| деревня                | Воронки                           | 44                     | 46 223 802 006 | Воронковский сельский округ        |
| деревня                | Глухово                           | 217                    | 46 223 804 002 | Ильинский сельский округ           |
| деревня                | Грибаново                         | 75                     | 46 223 818 006 | Петрово-Дальневский сельский округ |
| посёлок                | дачного хозяйства «Архангельское» | 1202                   | 46 223 802 002 | Воронковский сельский округ        |
| село                   | Дмитровское                       | 569                    | 46 223 818 004 | Петрово-Дальневский сельский округ |
| деревня                | Захарково                         | 201                    | 46 223 802 005 | Воронковский сельский округ        |
| село                   | Ильинское                         | 491                    | 46 223 804 001 | Ильинский сельский округ           |
| посёлок                | Ильинское-Усово                   | 1556                   | 46 223 804 008 | Ильинский сельский округ           |
| посёлок                | Инженерный-1                      | 961                    | 46 223 804 009 | Ильинский сельский округ           |
| посёлок                | Истра                             | 1248                   | 46 223 818 005 | Петрово-Дальневский сельский округ |
| посёлок                | Мечниково                         | 2392                   | 46 223 818 001 | Петрово-Дальневский сельский округ |
| деревня                | Михалково                         | 13                     | 46 223 804 007 | Ильинский сельский округ           |
| село                   | Николо-Урюпино                    | 17                     | 46 223 804 005 | Ильинский сельский округ           |
| посёлок                | Новый                             | 1756                   | 46 223 802 003 | Воронковский сельский округ        |
| село                   | Петрово-Дальнее                   | 1820                   | 46 223 818 007 | Петрово-Дальневский сельский округ |
| деревня                | Поздняково                        | 197                    | 46 223 804 006 | Ильинский сельский округ           |
| деревня                | Степановское                      | 66                     | 46 223 818 003 | Петрово-Дальневский сельский округ |
| деревня                | Тимошкино                         | 62                     | 46 223 818 002 | Петрово-Дальневский сельский округ |

Крупнейшие населенные пункты — посёлок Архангельское, посёлок Мечниково, село Петрово-Дальнее, посёлок Новый, посёлок Ильинское-Усово, посёлок Истра, посёлок дачного хозяйства Архангельское.